# Арарат (залізнична станція, Австралія)
Залізнична станція Арарат (англ. Ararat railway station) – станція, розташована у місті Арарат, Вікторія, Австралія. 

## Опис
Станція має дві платформи острівного типу. На півночі станції знаходиться стандартна колія, а у південній частині станції розміщено широку колію, що використовується для доставки вантажів. 
Диспетчерський центр управління станції знаходиться у Майл Енді та Мельбурні. 

## Історія
Перший напрямок (сполучення з містом Балларат) було організовано 1875 року. Південний напрямок до Портленда було відкрито у 1877 році, а 1887 року було відкрито головну лінію до Південної Австралії. 

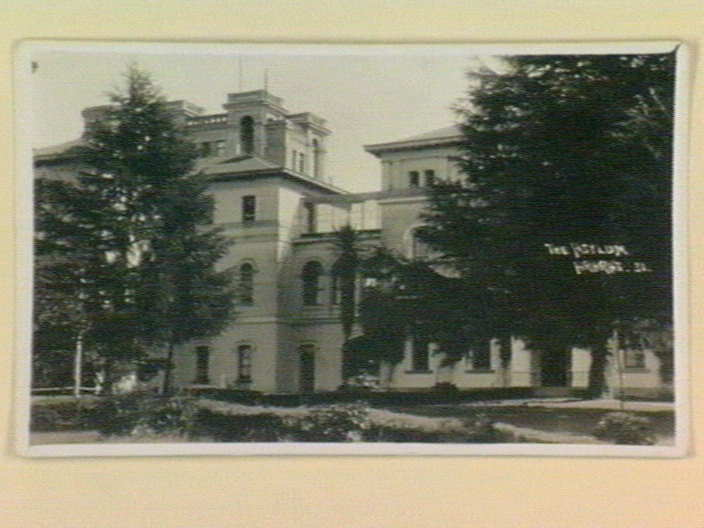
Платформа зі стандартною колією